# Marqués de Molins
Marqués de Molins – hiszpańska kanonierka torpedowa z końca XIX wieku, jedna z sześciu zbudowanych jednostek typu Temerario. Okręt został zwodowany 27 maja 1892 roku w stoczni Arsenal de La Graña w Ferrol i wszedł w skład hiszpańskiej marynarki wojennej w 1894 roku. Kanonierka wzięła udział w wojnie amerykańsko-hiszpańskiej, operując na wodach Kuby. Jednostka została wycofana ze służby w 1922 roku.

## Projekt i budowa
„Marqués de Molins” został zamówiony i zbudowany w krajowej stoczni Arsenal de La Graña w Ferrol jako jeden z sześciu okrętów typu Temerario. Projekt zakładał powstanie jednostki o stalowym kadłubie, dwóch umieszczonych blisko siebie kominach i dwóch masztach. Kanonierka została zwodowana 27 maja 1892 roku .

## Dane taktyczno-techniczne
Okręt był kanonierką torpedową o długości między pionami 58 metrów, szerokości 6,73 metra i maksymalnym zanurzeniu 3,16 metra . Wyporność normalna wynosiła 562 tony, a pełna 630 ton . Siłownię jednostki stanowiły dwie pionowe maszyny parowe potrójnego rozprężania o łącznej mocy 2600 KM, do których parę dostarczały cztery kotły: dwa lokomotywowe i dwa cylindryczne . Prędkość maksymalna napędzanego dwiema śrubami okrętu wynosiła 19 węzłów . Okręt zabierał standardowo zapas 106 ton węgla, a maksymalnie mógł pomieścić 130 ton tego paliwa. Zasięg wynosił 3400 Mm przy prędkości 10 węzłów .
Na uzbrojenie artyleryjskie okrętu składały się dwa pojedyncze działa kalibru 120 mm Hontoria M1883 L/35, cztery pojedyncze działa 6-funtowe kal. 57 mm Nordenfelt L/45 i kartaczownica Nordenfelta kal. 25,4 mm (1 cal) L/40 . Broń torpedową stanowiły dwie pojedyncze wyrzutnie kal. 356 mm (14 cali), z zapasem sześciu torped .
„Marqués de Molins” miał pancerz pokładowy o grubości 12,7 mm (½ cala), chroniący pomieszczenia maszynowni i kotłów .
Załoga okrętu składała się z 91 oficerów, podoficerów i marynarzy .

## Służba
„Marqués de Molins” został przyjęty w skład Armada Española w 1894 roku . W momencie wybuchu wojny amerykańsko-hiszpańskiej jednostka stacjonowała w Hawanie. W okresie trwania I wojny światowej prędkość maksymalna jednostki nie przekraczała 13 węzłów . W 1918 roku kanonierka przeszła modernizację, która obejmowała wymianę kotłów i usunięcie jednego komina, a także demontaż obu dział kal. 120 mm, kartaczownicy oraz wyrzutni torped . Okręt wycofano ze służby w 1922 roku .